# Afi Oubaibra
Afi Oubaibra (Antwerpen, 5 mei 1979) is een Vlaamse zangeres, die bekend werd dankzij het Vlaamse programma Star Academy. Afi woont in Kasterlee en heeft een diploma industriële wetenschappen.

## Star Academy
In 2005 deed Afi mee met het populaire Vlaamse programma Star Academy. Het programma had veel succes en Afi ook, ze werd tweede.

## Eurosong
In 2006 schreef Afi zich in voor Eurosong met het nummer Not that beautiful. Het lied gaat over een sterke vrouw die haar vriend meer dan zat is, omdat hij haar niet genoeg aandacht geeft en hem vervolgens op straat zet. Afi kwam door de tweede voorronde en belandde zelfs in de halve finale. Alleen werd ze in de halve finale uitgeschakeld. Maar dankzij haar deelname aan Eurosong werd Not that beautiful wel een hitje voor Afi. Het nummer belandde in de Vlaamse Ultratop 50 en kwam zelfs in de Kids top 20 terecht.
Afi probeerde in de zomer van 2006 weer een hit te scoren met het nummer Automatic. Een bekend liedje, alleen in een nieuw jasje gestoken. Het origineel is namelijk van The Pointer Sisters. De single werd echter geen hit.
Begin 2007 bracht Afi de single Today is the day uit. Op legale downloadsites werd Today is the day al massaal gedownload.
In 2008 bracht ze een nieuwe single uit. 'Single Day' haalde ook nu weer de Ultratop niet.
Op 14 januari 2011 verscheen 'Everybody Baila', een nummer dat Afi samen met The Gibson Brothers uitbrengt. De nieuwe single van Afi en The Gibson Brothers klinkt dankzij een frisse reggaetonbeat (= populaire dansbeat in Latijns-Amerika) zeer eigentijds. Het nummer werd geschreven door Frank Arkesteyn, Roel De Ruijter en Hans Lambrechts.

## The Souldivaz
The Souldivaz bestaan uit drie Belgische zangeressen die samen met een liveband om en rond Vlaanderen optreden.
De oorspronkelijk bezetting van The Souldivaz bestond uit: Micha Marah (deed mee aan het Songfestival), Sandra Kim (won het Songfestival) en Alana Dante (deed mee aan de voorrondes van het Songfestival). Deze bezetting hield een tijdje stand maar Alana Dante kreeg een aanbod om vast in een hotel op te treden, ze wilde de beide projecten wel combineren, maar door de drukke agenda van The Souldivaz leek dit geen goed idee, dus moest men op zoek naar een andere zangeres en die vonden ze in Afi. Het was niet de eerste keer dan men Afi vroeg, toen Star Academy stopte vroeg men haar al, maar het bleven toen bij losse gesprekken.
In 2008 kwam er een single uit van de drie dames. Het is een remix van soulnummers, onder handen genomen door dj Wout. De single werd geen groot succes, het nummer haalt de Ultratop 50 niet.

## Discografie

### Singles
| Jaar | Single             | Positie     | Opmerkingen                         |
| Jaar | Single             | Ultratop 50 | Opmerkingen                         |
| ---- | ------------------ | ----------- | ----------------------------------- |
| 2006 | Not that beautiful | 40          |                                     |
| 2006 | Automatic          |             | Cover van The Pointer Sisters       |
| 2007 | Today is the day   |             |                                     |
| 2008 | Single Day         |             |                                     |
| 2011 | Everybody Baila    |             | Samenwerking met de Gibson Brothers |